# 배준성
배준성(1971년 8월 19일 ~ )은 대한민국의 배우이다.

## 학력
- 서울예술대학교 연극과

## 출연작

### 드라마
- 《내 사위의 여자》 (2016년, SBS) - 회장대행 김봉두 역
- 《스케치》 (2018년, JTBC)

### 뮤지컬
- 《머털도사》
- 《간도아리랑》
- 《시집가는 날》
- 《이상한 나라의 앨리스》
- 《빅토르 최》
- 《정글북》
- 《웨스트 사이드 스토리》
- 《한네》
- 《알리바바와 40인의 도둑》
- 《피갈호의 결혼》
- 《지붕위의 바이올린》
- 《공룡대모험》
- 《시카고》
- 《킬리만자로의 표범》
- 《포기와 베스》
- 《신라의 달밤》
- 《렌트》
- 《카르멘시타》
- 《성춘향2002》
- 《피터팬》
- 《아가씨와 건달들》
- 《백설공주》
- 《GAS》
- 《한여름밤의 꿈》
- 《콩쥐 팥쥐》
- 《지저스 크라이스트 슈퍼스타》
- 《헤라클레스》
- 《어린왕자》
- 《드라큘라》
- 《애니》
- 《맨 오브 라만차》
- 《넌센스 넛트크렉커》
- 《라이프》
- 《아기공룡 둘리》
- 《조로》
- 《닥터 지바고》
- 《두 도시 이야기》
- 《두도시민의 밤》
- 《블러드 브라더스》
- 《하느님의 나라》
- 《리어왕》

## 수상
- 2000년 서울특별시장 표창